# 公民民兵机动预备队
公民民兵机动预备队（波蘭語：Zmotoryzowane Odwody Milicji Obywatelskiej，简称ZOMO），是1956年下半年波蘭成立的準軍事警察組織。

## 早期歷史
ZOMO於1956年12月24日成立，並於1957年首次使用。該編隊是在東德教官指導下並經過其訓練而組建的。1968年，ZOMO被用來驅散1968年波蘭政治危機期間的學生抗議活動，從而導致該組織的改革。ZOMO 定位屬快速應變部隊，能夠在數小時內從陸空兩路到達波蘭境內任何地方。兩年後的1970年，波蘭人民軍和ZOMO的數千名士兵被用來平息1970年波蘭的抗議活動，造成數十人喪生和1,000多人受傷。

## 戒嚴
在1981年起的戒嚴法令的強制實施期間（戒嚴至1983年才結束），ZOMO對和平抗議者的行徑與隨後對死亡負責者的起訴不足，是結束共產主義政權的主要因素。1981年12月14至28日，波蘭有250間大學和工廠等機構罷工罷課，抗議政府戒嚴令。政府出動80,000軍人、1,600輛坦克和1,800輛裝甲運兵車鎮壓，官方數字指17人死亡。雖然暫止了抗議，但波蘭政府和克里姆林宮都認為這樣「戰爭狀態」的勝利代價沉重。戒嚴後，西方國家停止對波蘭的經濟援助，美國阻止波蘭向國際貨幣基金組織借貸。
自1990年以來，曾對前ZOMO成員及其政治領導人進行過數次審判，包括乌杰克煤矿罢工事件（1981年，ZOMO向罷工的烏杰克工人開火時，至少9人中彈身亡，21人受傷）。 

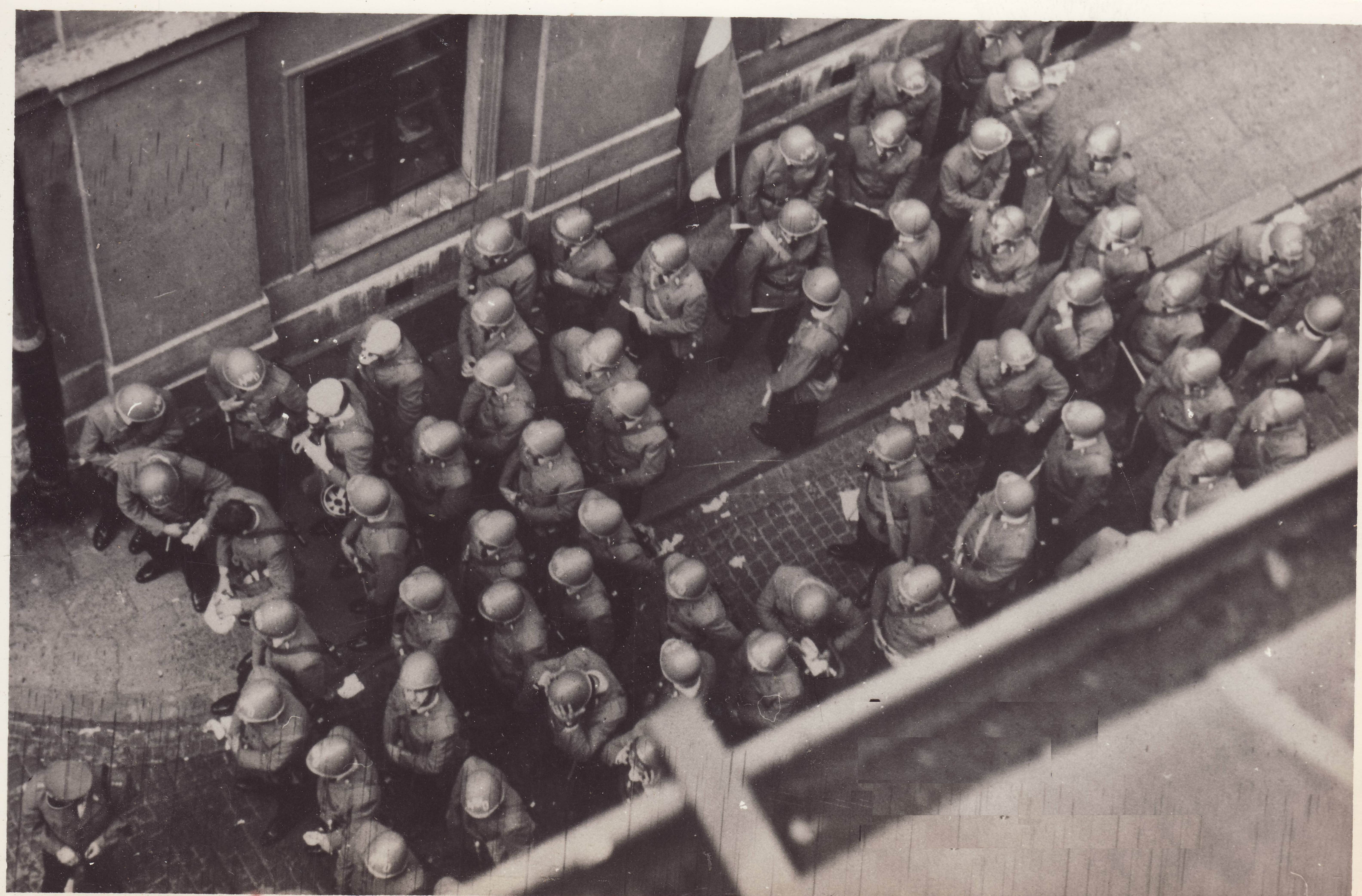

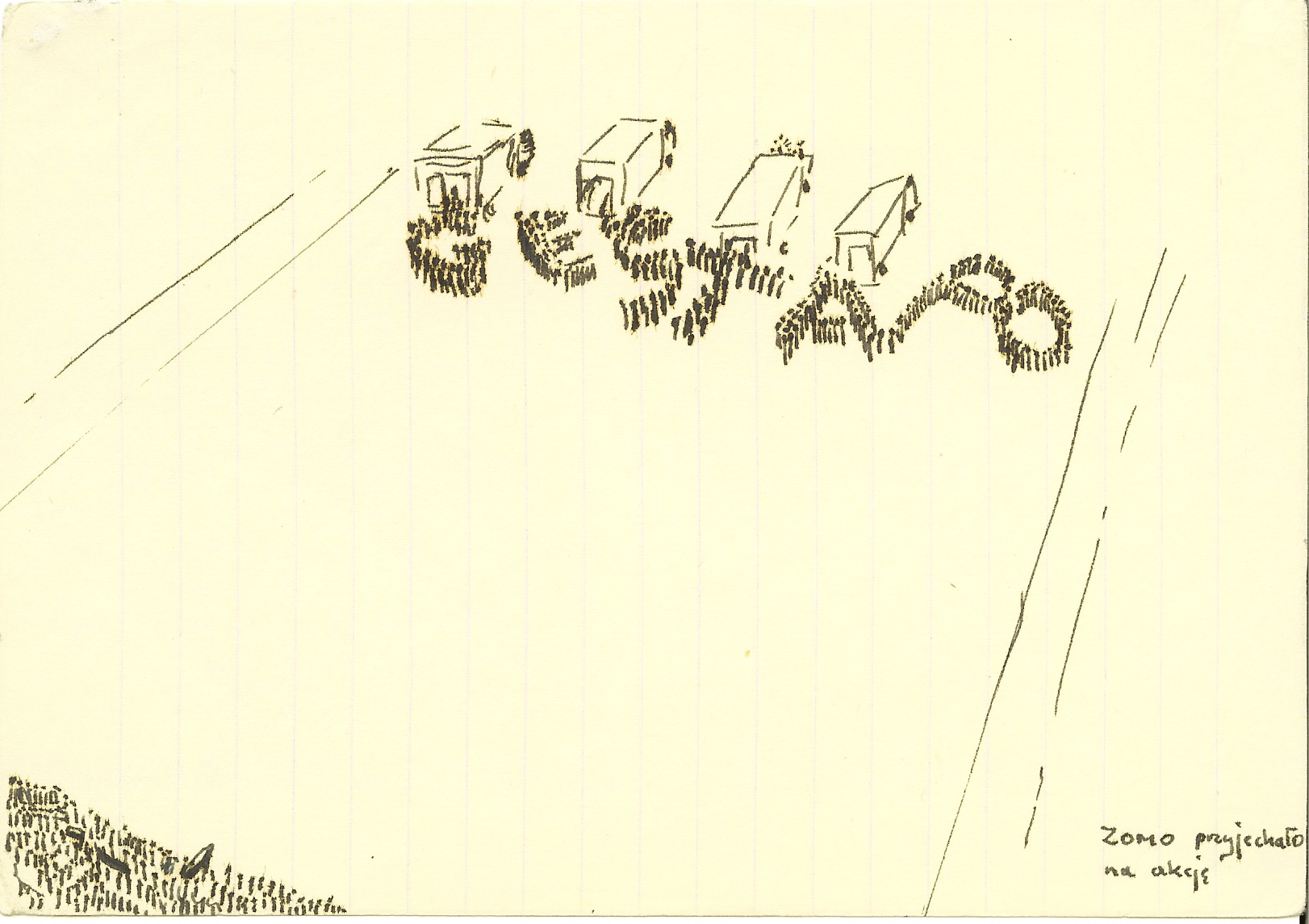
ZOMO抵達行動，1980年代的政治諷刺畫，顯示ZOMO小隊形成了「Gestapo」一詞

## 人員和設備
ZOMO的成員必須身高至少180厘米，體重至少90公斤。ZOMO成員平均只有26歲，均有中學學歷，大部分來自較為窮困的工農階層。1968年擴充後，應徵入伍的人可以選擇在ZOMO服役。最初，編隊的數量定為6600人，但後來又多次提高了上限。1980年代後期，ZOMO分支機構擁有近13,000人，駐於全國主要城市的軍營中，最大編隊駐於華沙。戒嚴時代的ZOMO成員配備了各種警察和軍用車輛（包括特種排中的BTR-60裝甲運兵車）和各種槍支（包括衝鋒槍和自動步槍）以及各種武力設備（如警棍，催淚彈，水砲卡車，橡皮子彈和帶帽頭盔）。從1968年開始，他們穿著軍裝風格的迷彩服，其偽裝圖案與波蘭人民軍使用的偽裝服非常相似。

## 後續
ZOMO的最後的行動發生在1989年7月3日，當時他們遊行抗議前第一書記沃伊切赫·雅魯澤爾斯基將軍。ZOMO於1989年9月7日解散。1989年6月4日，團結工聯在大選贏得參眾兩院絕大多數議席，獲壓倒性勝利。工會領導天主教徒塔德乌什·马佐维耶茨基獲委任為總理，賈魯塞斯基短暫擔任臨時總統。1990年，團結工聯的萊赫·華勒沙當選首任總統。